# Cebollas
Cebollas är en ort i Mexiko.   Den ligger i kommunen Guadalupe y Calvo och delstaten Chihuahua, i den nordvästra delen av landet, 1 100 km nordväst om huvudstaden Mexico City. Cebollas ligger 2 714 meter över havet och antalet invånare är 226.
Terrängen runt Cebollas är lite kuperad. Runt Cebollas är det mycket glesbefolkat, med 6 invånare per kvadratkilometer. Närmaste större samhälle är Turuachi, 17,4 km sydväst om Cebollas. I omgivningarna runt Cebollas växer huvudsakligen savannskog.